# جوسيف غولدستاين
جوسيف غولدستاين (بالمجرية: Goldstein József)‏ هو فنان مجري، ولد في 27 مارس 1836 في كيكسكيميت في المجر، وتوفي في 17 يونيو 1899 في فيينا في النمسا.